# 勘場山
勘場山（かんばやま）は、徳島県那賀郡那賀町にある山である。標高1,633.8m。

## 地理
旧木沢村と旧木頭村の境に位置。独立峰ではなく、山名は木沢村側の勘場谷の奥の山地一帯を指し、地形図でも頂上を明確に示していない。
最高標高は旧村境からわずかに木頭村側に寄った地点である。勘場山は木沢村側の山全体を示し、頂上は綱付山と呼ばれている。